# Hamilton de Souza
Hamilton de Souza, född den 27 september 1968 i Passos, Brasilien, är en brasiliansk fotbollsspelare som tog OS-silver i fotbollsturneringen vid de olympiska sommarspelen 1988 i Seoul.